# Ed van Es
Eduard (Ed) van Es (Wageningen, 28 juni 1959) is een voormalig Nederlands waterpolospeler.
Van Es nam eenmaal deel aan de Olympische Spelen in 1984. Hij eindigde hiermee met het Nederlands team op een zesde plaats.
Johan Aantjes · 
Stan van Belkum · 
Wouly de Bie · 
Ton Buunk · 
Ed van Es · 
Anton Heiden · 
Nico Landeweerd · 
Aad van Mil · 
Ruud Misdorp · 
Dick Nieuwenhuizen · 
Eric Noordegraaf · 
Roald van Noort · 
Remco Pielstroom